# Guys and Dolls Like Vibes
Pour les articles homonymes, voir Guys and Dolls.
Guys and Dolls Like Vibes est un album du pianiste et vibraphoniste  de jazz Eddie Costa (ici uniquement au vibraphone) enregistré et sorti en 1958.

## Historique
Les pistes qui composent cet album ont été enregistrées à New York, le 15, 16 et 17 janvier 1958.
Initialement publié en 1958  par le label Coral (CRL 57230), il a été réédité ensuite par le label Verve Records.
On peut actuellement aussi trouver  ces pistes sur le cd du label « Lone Hill Jazz » : Bill Evans & Eddie Costa Complete Quartet Recordings. Aux pistes originales a été ajouté artificiellement le titre Django tiré de l’album Legrand Jazz de Michel Legrand.

## Titres de l’album
Tous les titres ont été composés par Frank Loesser pour la comédie musicale Guys and Dolls créée à Broadway en 1950.
| No | Titre                          | Durée |
| -- | ------------------------------ | ----- |
| 1. | Guy and Dolls                  | 6:45  |
| 2. | Adelaide                       | 8:29  |
| 3. | If I Were a Bell               | 5:09  |
| 4. | Luke to Be a Lady              | 6:23  |
| 5. | I’ve Never Been in Love Before | 6:59  |
| 6. | I’ll know                      | 6:03  |

## Musiciens
- Eddie Costa : vibraphone
- Bill Evans  : piano
- Wendell Marshall : contrebasse
- Paul Motian : batterie